# Nike Winter
Nike Winter (* 20. November 1989 in Wien) ist eine österreichische Fußballspielerin.

## Karriere

### Vereine
Winter begann ihre Karriere im August 1996 beim ASV Intersport Eybl Vösendorf und schloss sich im Juli 2004 der Kampfmannschaft des ASK Erlaa an.
2004 begann sie ihre Profikarriere beim ASK Erlaa und wechselte im November 2008 gemeinsam mit Melanie Schurgast zum deutschen Bundesligaaufsteiger FF USV Jena, für den sie am 7. Juni 2009 ihr einziges Profi-Spiel absolvierte. Im August 2009 ging sie nach Österreich zum SK Kelag Kärnten. Anfang 2006 wurde sie von der Kronen Zeitung unter die Top 2 bei der Wahl zur Fußballerin des Jahres 2010 gewählt. Nach zwei Jahren wechselte Winter im Juli 2011 zum FC St. Veit. Im Sommer 2013 nach der Auflösung des FC St. Veit schloss sie sich dessen Nachfolgerverein Carinthians Soccer Women an und war ab August 2013 Mannschaftskapitänin.
Nach dem Abstieg 2013 in die 2. Bundesliga und dem Wiederaufstieg in der Saison 2014/15 wechselte sie im Jänner 2016 zum Ligakonkurrenten SK Sturm Graz.
In der Saison 2015/2016 wurde Winter mit SK Sturm Graz Vizemeister und qualifizierte sich damit direkt für die UEFA Women’s Champions League.
Ebenfalls in der Saison 2016/2017 wurde sie mit ihrem Team Vizemeister der ÖFB Frauen-Bundesliga.

### Nationalmannschaft
Seit 2006 gehört Winter zum Kreis der österreichischen Fußballnationalmannschaft der Frauen.

## Trivia
Im November 2013 sang sie mit ihren Mannschaftskolleginnen der Carinthians Soccer Women, die Vereinshymne Die Kaiser ein. Diese verwendet der Verein als Einlauf-Musik und vertreibt sie als CD und MP3.